# Jean Besancenot
Pour les articles homonymes, voir Besancenot.
Jean Besancenot, pseudonyme de Jean Girard, est un photographe, peintre, dessinateur et ethnologue français né le 24 septembre 1902 à Estrées-Saint-Denis (Oise) et mort le 27 juillet 1992 à Bry-sur-Marne (Val-de-Marne).
Son œuvre, à la croisée de l'art et de l'ethnographie, s'intéresse principalement aux costumes, parures et bijoux du Maroc de la première moitié du XXe siècle.

## Biographie
Jean Besancenot naît le 24 septembre 1902 à Estrées-Saint-Denis dans l’Oise.
Il arrive pour la première fois au Maroc en 1934, pays qu'il parcourt jusqu'en 1939. Il y réalise une documentation ethnographique très riche sur les costumes et parures traditionnels des différentes ethnies marocaines.
Son travail, composé de photographies, films, dessins et peintures, témoigne de l'esthétisme du patrimoine culturel marocain encore peu marqué par l'influence occidentale.
Son ouvrage Costumes du Maroc est publié en 1942 à l'issue de son premier voyage et présente 60 planches documentées des costumes marocains et de leurs significations dans les coutumes locales.
En 1947, Jean Besancenot devient le responsable iconographique du Protectorat de France au Maroc. Il est chargé de réaliser une mission de documentation sur le folklore et l'artisanat marocain.
Il devint par la suite collaborateur au Musée de l'Homme à Paris.
Tout au long de ses séjours au Maroc, il constitue des séries de photographies et croquis accompagnés de textes explicatifs. Il réalise ensuite une classification minutieuse par origine géographique et population.
En 1984, l'Institut du monde arabe fait l'acquisition de près de 1 800 de ses documents. Chaque photographie est accompagnée d'une fiche descriptive comportant la description technique des vêtements ou parures, des éléments d'explication sur l'origine ethnique et géographique du sujet. Son travail a notamment été mis à l'honneur au sein de la Maison de la photographie de Marrakech en 2018.
Le travail de Jean Besancenot est l'une des rares représentations de coutumes marocaines aujourd'hui disparues avec le développement du pays.
Jean Besancenot se retire à la Maison nationale des artistes à Nogent-sur-Marne. Il meurt dans la pauvreté le 27 juillet 1992 à Bry-sur-Marne.

## Influences
Dans la continuité du mouvement des ethnologues français du début du XXe siècle mené par Paul Rivet (1876-1958) et Marcel Mauss (1872-1950), Jean Besancenot utilise la photographie non seulement comme l'instrument permettant de fixer le cadre et l'objet de ses sujets, mais également comme un support d'expression à part entière marqué du regard de son auteur.

## Publications
- Costumes et types du Maroc illustrés de soixante gouaches reproduites en facsimile et en camaïeu, Horizons de France, Paris, 1942. Réédition 1988.
- Bijoux arabes et berbères du Maroc, édition La Cigogne, Casablanca, 1953.
- La Vie juive au Maroc. Arts et Traditions, A. Muller-Lancet et D. Champault, Tel Aviv, 1986.
- Juifs du Maroc, Photographies de Jean Besancenot, 1934-1937, catalogue d’exposition, coédition mahJ – RMN-GP, Paris, 2020,  (ISBN 9782711878413)[6].

## Exposition
- Juifs du Maroc, 1934-1937. Photographies de Jean Besancenot, du 30 juin 2020 au 2 mai 2021, musée d'Art et d'Histoire du judaïsme, Paris, mis en valeur par Hannah Assouline.

### Portfolio
- Jean Besancenot dans les collections du musée d’Art et d'Histoire du judaïsme à Paris.